# قلعة قورينة
قلعة قورينة هي قرية في مقاطعة شاهين دج، إيران. يقدر عدد سكانها بـ 34 نسمة بحسب إحصاء 2016.